# Dragon Tower
Dragon Tower foi construída em 2000 na cidade de Harbin, China. Tem 336 (1 102 pés) metros e, até julho de 2019, é a 24.ª torre de estrutura independente mais alta do mundo.